# Mesopsestis
Mesopsestis is een geslacht van vlinders van de familie eenstaartjes (Drepanidae), uit de onderfamilie Thyatirinae.

## Soorten
- M. undosa (Wileman, 1911)
- M. wilemani Matsumura, 1933